# Comuna Križ, Zagreb
Križ este o comună în cantonul Zagreb, Croația, având o populație de 6.963 de locuitori (2011).

## Demografie
Componența etnică a comunei Križ
     Croați (98,05%)
     Necunoscut (0,1%)
     Neclasificat (1,64%)
Componența confesională a comunei Križ
     Catolici (93,52%)
     Fără religie și atei (2,79%)
     Necunoscută (1,57%)
     Alte religii (2,13%)
Conform recensământului din 2011, comuna Križ avea 6.963 de locuitori. Din punct de vedere etnic, majoritatea locuitorilor (98,05%) erau croați. Apartenența etnică nu este cunoscută în cazul a 0,1% din locuitori. Din punct de vedere confesional, majoritatea locuitorilor (93,52%) erau catolici, cu o minoritate de persoane fără religie și atei (2,79%). Pentru 1,57% din locuitori nu este cunoscută apartenența confesională.